# 東林間駅
東林間駅（ひがしりんかんえき）は、神奈川県相模原市南区上鶴間七丁目にある、小田急電鉄江ノ島線の駅である。駅番号はOE 01。相模原市の駅としては最東端に位置する。

## 歴史

### 年表
- 1929年（昭和4年）4月1日：東林間都市駅（ひがしりんかんとしえき）として開設。「直通」の停車駅となる。なお、各停は新宿駅 - 稲田登戸駅（現・向ヶ丘遊園駅）間のみで運行されていた。
- 1941年（昭和16年）10月15日：東林間駅（ひがしりんかんえき）へ改称。
- 1945年（昭和20年）4月：営業休止[1]。
- 1949年（昭和24年）4月1日：営業再開[2]。なお再開時に「直通」は既に廃止されていた。
- 1982年（昭和57年）8月27日：橋上駅舎・東西自由通路完成、使用開始[3]。
- 2012年（平成24年）8月：行先案内表示器新設、使用開始[4]。

## 駅名の由来
「東林間」という駅名はもともとの「林間都市計画」に由来し、小田急江ノ島線の線形を南北とする見方によって位置的に「中央林間」より東側にあるためや、林間都市の中で最も東京（新宿）寄りであったため命名されたとされる（つる舞の里歴史資料館所蔵の資料より）。しかし本来の方角は反時計回りに20度ほど回したものであり、厳密には北西に位置している。
1941年（昭和16年）に中央林間都市駅・南林間都市駅と共に駅名より「都市」が外され、東林間駅と改称した。
「林間都市計画」発足以前は「中和田駅」となる予定であった。
なお林間都市の3駅中、当駅は最北西に位置する他、他の2駅が大和市に所在するのに対し、当駅は相模原市に所在する。

## 駅構造
相対式ホーム2面2線を有する地上駅。橋上駅舎を備える。2012年8月11日に、行先案内表示器が新設された。

### のりば
| ホーム | 路線     | 方向 | 行先                          |
| ------ | -------- | ---- | ----------------------------- |
| 1      | 江ノ島線 | 下り | 藤沢・片瀬江ノ島方面          |
| 2      | 江ノ島線 | 上り | 相模大野・新宿・ 千代田線方面 |

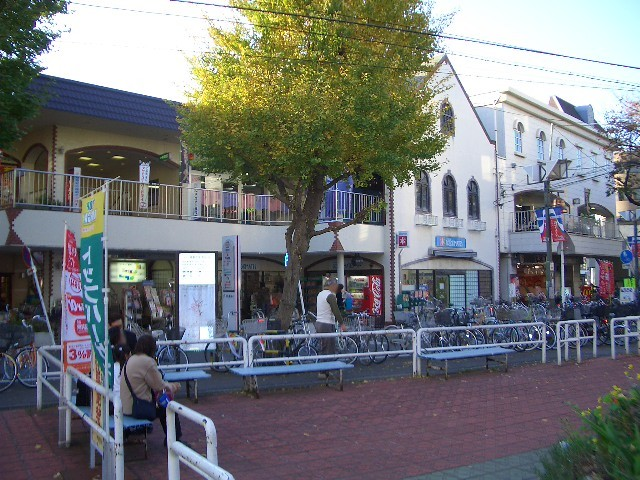
東口駅ビル「マルシェ」（2004年11月27日）
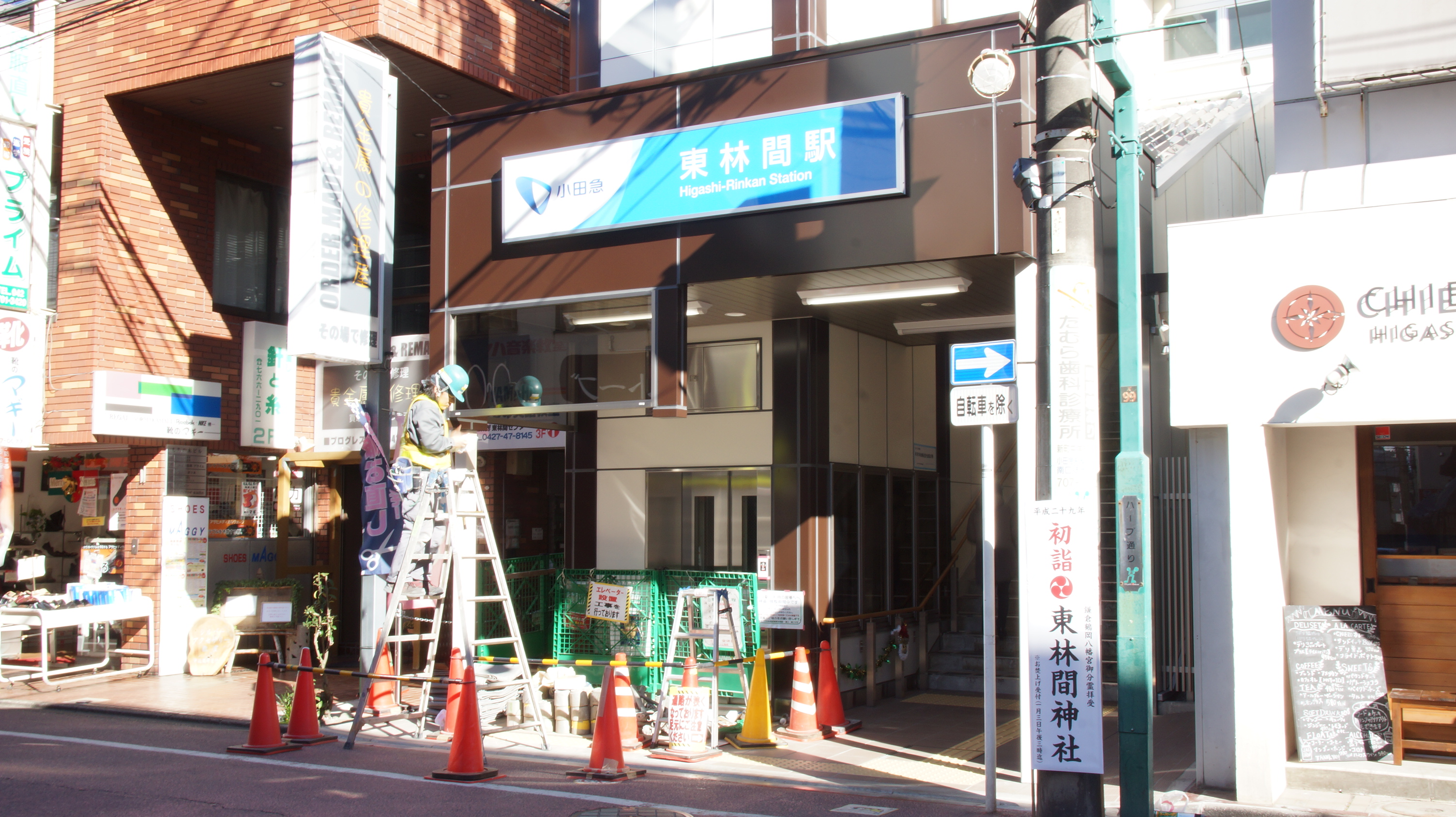
西口（2016年12月16日）
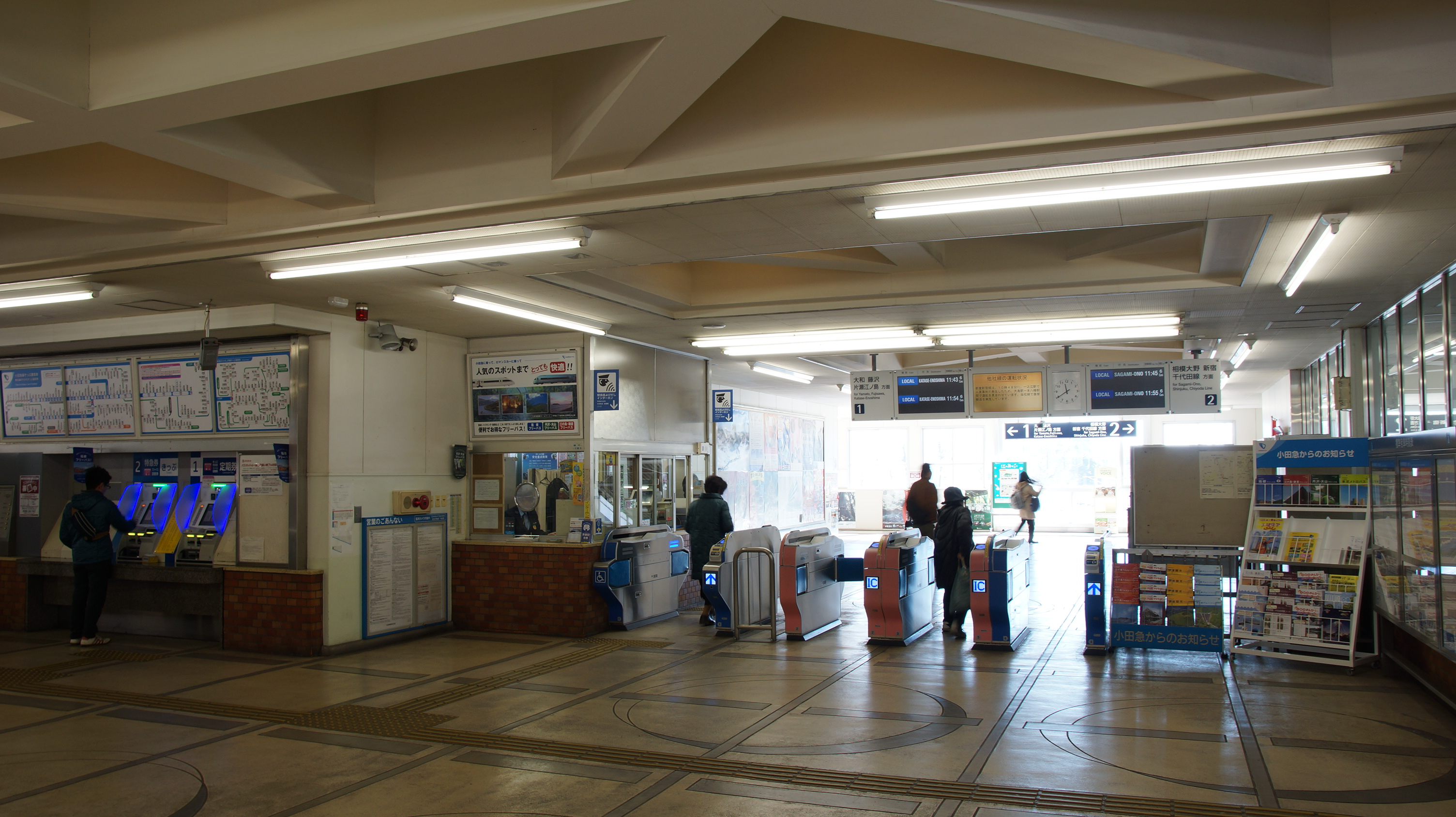
改札口（2016年12月16日）
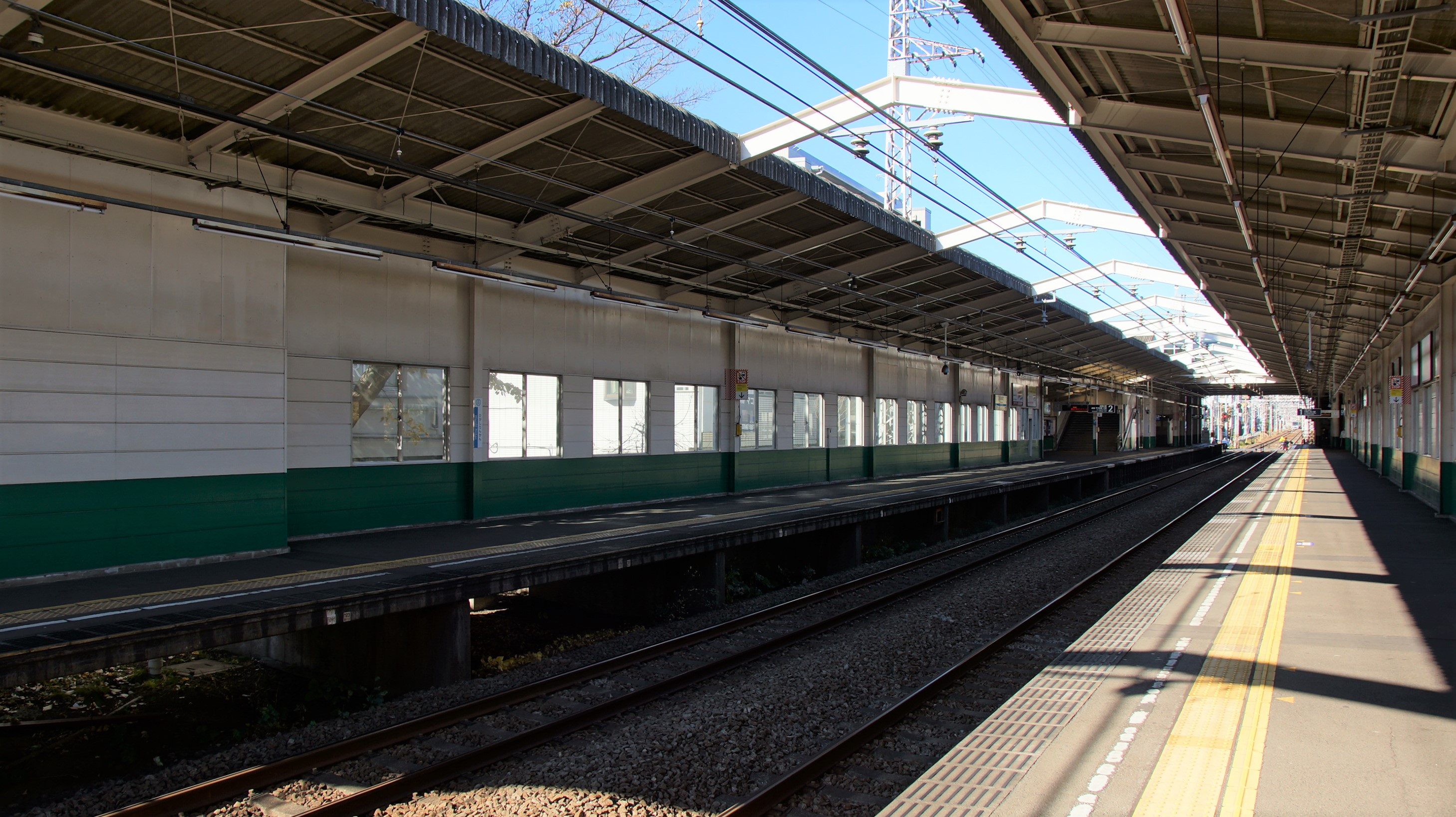
2番ホーム（2016年12月16日）

## 利用状況
2024年度（令和6年度）の1日平均乗降人員は20,438人である（小田急線全70駅中47位）。
近年の1日平均乗降・乗車人員の推移は以下の通り。
| 年度               | 1日平均 乗降人員 | 1日平均 乗車人員 | 出典                |
| ------------------ | ---------------- | ---------------- | ------------------- |
| 1975年（昭和50年） | 19,818           |                  |                     |
| 1980年（昭和55年） | 20,921           |                  |                     |
| 1985年（昭和60年） | 22,554           |                  |                     |
| 1989年（平成元年） | 25,316           |                  |                     |
| 1993年（平成05年） | 27,219           |                  |                     |
| 1995年（平成07年） |                  | 11,939           | [ 神奈川県統計 1 ]  |
| 1998年（平成10年） | 24,346           | 11,232           | [ 神奈川県統計 2 ]  |
| 1999年（平成11年） |                  | 10,959           | [ 神奈川県統計 3 ]  |
| 2000年（平成12年） |                  | 10,938           | [ 神奈川県統計 3 ]  |
| 2001年（平成13年） |                  | 10,920           | [ 神奈川県統計 4 ]  |
| 2002年（平成14年） | 22,830           | 10,707           | [ 神奈川県統計 5 ]  |
| 2003年（平成15年） | 22,883           | 10,788           | [ 神奈川県統計 6 ]  |
| 2004年（平成16年） | 21,732           | 10,536           | [ 神奈川県統計 7 ]  |
| 2005年（平成17年） | 21,920           | 10,635           | [ 神奈川県統計 8 ]  |
| 2006年（平成18年） | 22,145           | 10,747           | [ 神奈川県統計 9 ]  |
| 2007年（平成19年） | 22,254           | 10,895           | [ 神奈川県統計 10 ] |
| 2008年（平成20年） | 22,176           | 10,869           | [ 神奈川県統計 11 ] |
| 2009年（平成21年） | 21,796           | 10,708           | [ 神奈川県統計 12 ] |
| 2010年（平成22年） | 21,422           | 10,540           | [ 神奈川県統計 13 ] |
| 2011年（平成23年） | 21,152           | 10,412           | [ 神奈川県統計 14 ] |
| 2012年（平成24年） | 21,420           | 10,550           | [ 神奈川県統計 15 ] |
| 2013年（平成25年） | 21,584           | 10,628           | [ 神奈川県統計 16 ] |
| 2014年（平成26年） | 21,266           | 10,548           | [ 神奈川県統計 17 ] |
| 2015年（平成27年） | 21,460           | 10,654           | [ 神奈川県統計 18 ] |
| 2016年（平成28年） | 21,536           | 10,688           | [ 神奈川県統計 19 ] |
| 2017年（平成29年） | 21,779           | 10,798           | [ 神奈川県統計 20 ] |
| 2018年（平成30年） | 22,101           | 10,973           | [ 神奈川県統計 21 ] |
| 2019年（令和元年） | 22,006           | 10,932           | [ 神奈川県統計 22 ] |
| 2020年（令和02年） | 17,045           | 8,479            | [ 神奈川県統計 23 ] |
| 2021年（令和03年） | 18,097           | 8,996            | [ 神奈川県統計 24 ] |
| 2022年（令和04年） | 19,400           |                  |                     |
| 2023年（令和05年） | 20,084           |                  |                     |
| 2024年（令和06年） | 20,438           |                  |                     |

## 駅周辺
駅周辺は閑静な住宅街である。
- 駅ビル「小田急マルシェ東林間」
- 東林間東急ストア
- スーパー三和 東林間店
- スーパー三和 東林間西口店
- 相模原東林間郵便局
- 相模原上鶴間郵便局
- きらぼし銀行 東林間支店
- さがみ林間病院
- 森下記念病院
- 東林間商店街
- 相模原市役所 東林出張所
- 相模原市立くぬぎ台小学校
- 相模原市立東林小学校
- 岡邸
- 原辰徳元監督・菅野智之投手邸宅

## 周辺のイベント
毎年8月最初の週末には「東林間サマーわぁ!ニバル」と称する阿波踊り大会が開催される。
1992年（平成4年）、「阿波踊りの路上で踊れるイベントを」と関東地方本場である高円寺阿波踊り連協会の連が出演したのを嚆矢とする。その後15年間に4連が結成され、高円寺で賞を獲得する連も出て来た。2008年（平成20年）時点では、東林間駅前大通り（シャンテ大通り）を期間中指定時間は車両通行止とし、駅を中心とした9か所に演舞会場を設けている。地元や高円寺の連の他、近隣の大和市や開成町、厚木市、川崎市、東京都練馬区・西東京市・三鷹市・小金井市などからも連が参加するなど、多くの人々が来場している。

## 急行停車要望
神奈川県鉄道輸送力増強促進会議は、2012年度小田急電鉄向け要望書にて、当駅にラッシュ時間帯急行停車を要望している。これに対し、小田急電鉄は、「急行の速達性を損なう」という理由から、停車計画は無いとしている。

## 隣の駅
小田急電鉄
 江ノ島線

■快速急行・■急行
通過
■各駅停車
相模大野駅 (OH 28) - （相模大野分岐点） - 東林間駅 (OE 01) - 中央林間駅 (OE 02)